# Stráž lidu (Prostějov)
Stráž lidu byl okresní týdeník, vycházející v letech 1960–1991 v Prostějově.

## Historie
V letech 1952–1959 vycházely v Prostějově okresní noviny Socialistická vesnice, které se zaměřovaly na venkov. Vydavatelem byl Okresní národní výbor Prostějov. Ty se přejmenovaly na Život Prostějovska (1959–1960) a poté na Stráž lidu (od roku 1960). Po zániku přešla redakce do nově založeného Prostějovského týdne.